# Jure Zrimšek
Jure Zrimšek (20 de gener de 1982) és un ciclista eslovè, professional des del 2001 fins al 2012. Va combinar la carretera amb el ciclisme en pista. Del seu palmarès destaca la Jadranska Magistrala de 2004.

## Palmarès en pista
- 2002
  -  Campió d'Europa sub-23 en Puntuació

## Palmarès en ruta
- 2002
  - Vencedor d'una etapa a l'Olympia's Tour
- 2003
  - Vencedor d'una etapa a la Volta a Eslovènia
- 2004
  - 1r a la Jadranska Magistrala i vencedor d'una etapa
- 2007
  - Vencedor d'una etapa al Tour de Croàcia
- 2010
  - 1r a la Banja Luka-Belgrad I
- 2011
  - 1r al Gran Premi Šenčur